# ブカレスト条約 (1918年)
ブカレスト条約 (1918年) (ぶかれすとじょうやく 英語 Treaty of Bucharest )は、ロシアが第一次世界大戦から一方的に離脱した後、孤立してしまったルーマニアと対立する中央同盟国との間で結ばれた平和条約である。
1918年2月27日、ルーマニア国王フェルディナンド1世とオーストリア=ハンガリー外相オットカール・ツェルニンがラカチュニ駅で行った会談で出された中央同盟国の最後通牒を受けて、フェルディナンド王は3月2日にルーマニアの亡命首都ヤシで王室評議会を招集した。3日間にわたる長く困難な議論の末、マリア王妃とコンスタンチン・プレザン将軍の強い反対にもかかわらず、王室評議会は最後通牒を受け入れ、予備的講和条約の交渉のためにブフテアへ使節を派遣することを決定した。ルーマニアは1918年3月5日にブフテア条約を締結し、オーストリア=ハンガリーに有利な国境線の是正、ドブロジャ全域の割譲、少なくとも8個師団の動員解除、オーストリア＝ハンガリー領からの撤退、西モルダヴィアとベッサラビアを通ってオデッサに向かう中央同盟国軍の輸送を許可することを受け入れた。
当時のルーマニア首相アレクサンドル・マルギロマンが1918年5月7日にブカレストのコトロセニ宮殿で最終条約に署名し、6月28日に下院が、7月4日に上院がこれを批准した。しかし、フェルディナンド王は署名と公布を拒否した。

## 条項
- ルーマニアと中央同盟国は、両者の戦争状態の終結と[6][1]、両者の外交・領事関係の再開を宣言する[7][1]。
- ルーマニア軍の動員解除
  - ルーマニアの歩兵15師団のうち、第11師団から第15師団は解散させられることになる。残りの10個師団のうち、ベッサラビア の2個師団は、中央同盟国がウクライナで実施する軍事作戦によるルーマニア東部辺境の危険がなくなるまで、解散したヴァナトーリ師団から残ったヴァナトーリ大隊とルーマニア騎兵2個師団とともに戦場に留まることが許される。 残りの8個師団は、3個大隊の歩兵4連隊、2個中隊の騎兵2連隊、7個砲台の野砲2連隊、工兵1個大隊、必要な技術部隊と輸送船団という縮小講和体制を維持することになる。 これら8個師団の総兵力は2万人、騎兵は3,200人、砲兵は9,000人を超えることはない。ベッサラビアの師団も、復員した場合には、上記の8師団を基礎として、平和の足並みにまで減少させる[8][1]。
  - ルーマニア軍の縮小または解散の際に使用可能となった武器、機関銃、手甲、馬、荷馬車、軍需品は、中央同盟国軍の最高司令部に移され、ルーマニアの補給部隊によって警備されることになる。平和裏にルーマニアの師団に残された弾薬は、マスケット銃1丁につき250発、機関銃1丁につき2500発、各兵器1丁につき150発に制限されていた。ベッサラビアに動員された師団は、戦争状態に必要な弾薬を保持することが許される[9][1]。
  - 復員した部隊は、第5条に記載された補給部隊を除き、中央同盟国による占領下のルーマニア領の退去までモルダヴィアに留まることとなる。現役の部隊は、占領地に入る場合は中央同盟国最高司令部の許可を得なければならない[10][1]。
  - ルーマニアと中央同盟国は、それぞれの参謀本部から1名の将校を相手国との連絡役として任命する[11][1]。
  - ルーマニアの河川および海洋戦力は、ベッサラビアの状況が改善されるまでそのまま存続することが許され、その後は、商業航海と航路の再確立を守るために必要な戦力を除いて、平和的足場の状態にまで縮小することとされる[12]。平時、港湾や航海に従事していた軍人や海軍の人員は、まず復員させ、元の活動を再開できるようにする[13][1]。
- ルーマニア領土の割譲
  - ルーマニアは南ドブロジャを返還し、 北ドブロジャの南部（地図参照）をブルガリアに割譲する。残りの地域（チェルナヴォダ-コンスタンツァ鉄道の南からドナウ川とスファントゥゲオルゲ支流まで、つまりドナウ・デルタをルーマニアに残す）はルーマニアから中央同盟国に割譲され、中央同盟国の共同支配下に置かれることになる。中央同盟国は、チェルナヴォダとコンスタンツァを経由するルーマニアの黒海への商業道路を保証する[14][1]。
  - ルーマニアはカルパティア山脈の峠の支配権をオーストリア＝ハンガリーに与えられる。（地図参照）[15][1]。
  - ルーマニアが割譲した領土内の国家財産は、補償なしで取得国に譲渡される。取得国は、ルーマニアとの間で、割譲地のルーマニア人住民の選択権および移住権、新境界によって分断された共同体地区の財産配分、公文書、司法、行政、個人の市民記録の帰属、新境界の管理、新境界が教区に及ぼす影響、政治条約に関する協定を締結しなければならない[16][1]。
- 戦争損害賠償の規制に関する特別協定を除き、すべての締約国が戦争補償を放棄する[17][1]。
- ルーマニアはドイツに90年間、油井を貸与する。
- 中央同盟国はベッサラビアとルーマニアの合併を承認する[18]。
- ドイツとオーストリアによるルーマニア占領は「後に決定される」日付まで継続される[19]。
- 占領費用はすべてルーマニアが負担する。
- ルーマニアの「余剰」農業はすべてオーストリア＝ハンガリーとドイツに引き渡され、オーストリアとドイツの委員会がルーマニアの「余剰」生産とその対価を決定することになる[19]。
- ルーマニアの鉄道、電話、電報、郵便のシステムはすべてドイツとオーストリア＝ハンガリーの支配下に置かれる[19]。
- ルーマニアの閣僚の決定に拒否権を持ち、ルーマニアの公務員を解雇できる権限を持つドイツ人公務員が、ルーマニアの各省を監督するために任命され、事実上ルーマニアの独立性は剥奪される[19]。

## 余波
この条約により、ルーマニアは他のドイツ占領国とは異なる特殊な状況に置かれることになった。 ルーマニアは、拒否権を持つドイツ人公務員をブカレストに常駐させ、ドイツの占領を「後に定める日」まで継続するという条件により事実上ドイツの保護国となったが、実質的な独立が完全に尊重され、ベッサラビアとの連合でより多くの領土を手にすることになった。
ドイツはプロイェシュティ周辺の油田を修復し、終戦までに100万トンの石油を汲み上げることができた。また、ルーマニアの農家から200万トンの穀物を徴発した。これらの物資は、1918年の終わりまでドイツを戦争に参加させるために不可欠なものだった。
ブルガリアは北ドブルジャの一部を受け取ったが、全州を併合できなかったことは、ブルガリアの世論に強い影響を及ぼした。ブルガリアの首相ヴァシル・ラドスラヴォフは、ドブルジャ全土の獲得に失敗したため、1918年6月20日に辞任に追い込まれた。それでもブルガリアは、ブカレスト条約で成立した共同管理区域を含む全州の併合をドイツとオーストリア＝ハンガリーに働きかけ続けた。 ドブルジャン・ブルガリア人の代表者は、9月23日にババダグで第2回総会を開き、ドブルジャのブルガリアへの編入を求める最終決議を採択した。交渉の結果、1918年9月24日にベルリンで、ドイツ、オーストリア・ハンガリー、オスマン帝国、ブルガリアによる「北ドブルジャの共同管理区域をブルガリアに譲渡することに関する議定書」が調印された。 その見返りとして、ブルガリアはマリツァ川左岸をトルコに割譲することに同意した。この議定書は、マケドニア戦線のバルダル攻防戦で中央同盟国がブルガリアを味方につけるための必死の試みであったと考えられる。結局、この合意は短命に終わり、5日後の9月29日、ブルガリアは進撃する連合軍の前に降伏した。（サロニカ休戦協定も参照）
この条約は、1918年10月にマルギロマン政府によって糾弾された。ルーマニアは西ヨーロッパでの終戦前日の1918年11月10日に再参戦し、ブカレスト条約は11月11日の休戦協定によって無効化された。1919年、ドイツはヴェルサイユ条約で、ブカレスト条約で提供されたすべての利益を放棄するよう迫られた。オーストリア＝ハンガリー、ブルガリアへの領土譲渡は、それぞれサン＝ジェルマン条約（1919年）、ヌイイ条約（1919年）で無効となり、トリアノン条約（1920年）でルーマニアとハンガリーとの国境は確定した。

## 地図

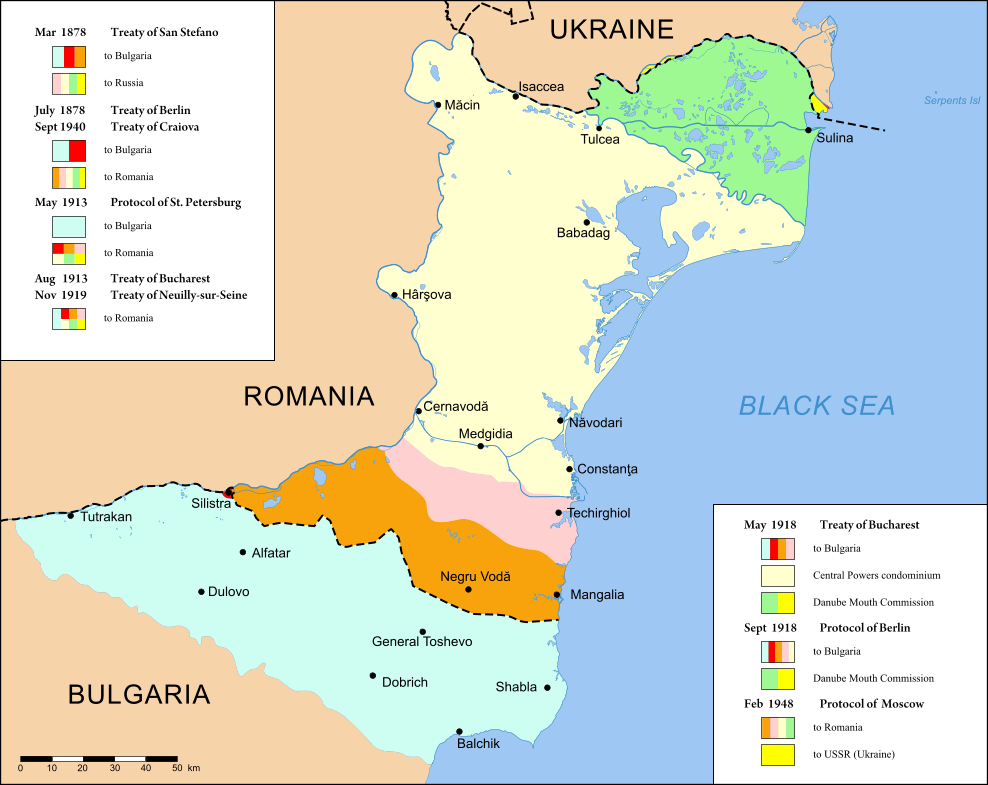
ドブロジャの地図（水色、オレンジ、ピンクの地域はブルガリアが併合し、黄色の地域は中央同盟国が共同管理することになっていた。）
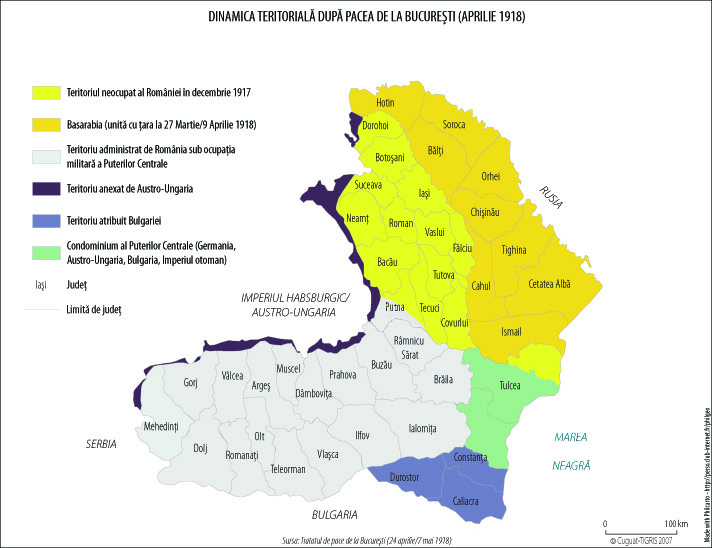
ブカレスト条約でオーストリア＝ハンガリー（紫）、ブルガリア（青）、中央同盟国（緑）に割譲されたルーマニアの領土。しかし、ヴェルサイユ条約により、この変更は撤回された。
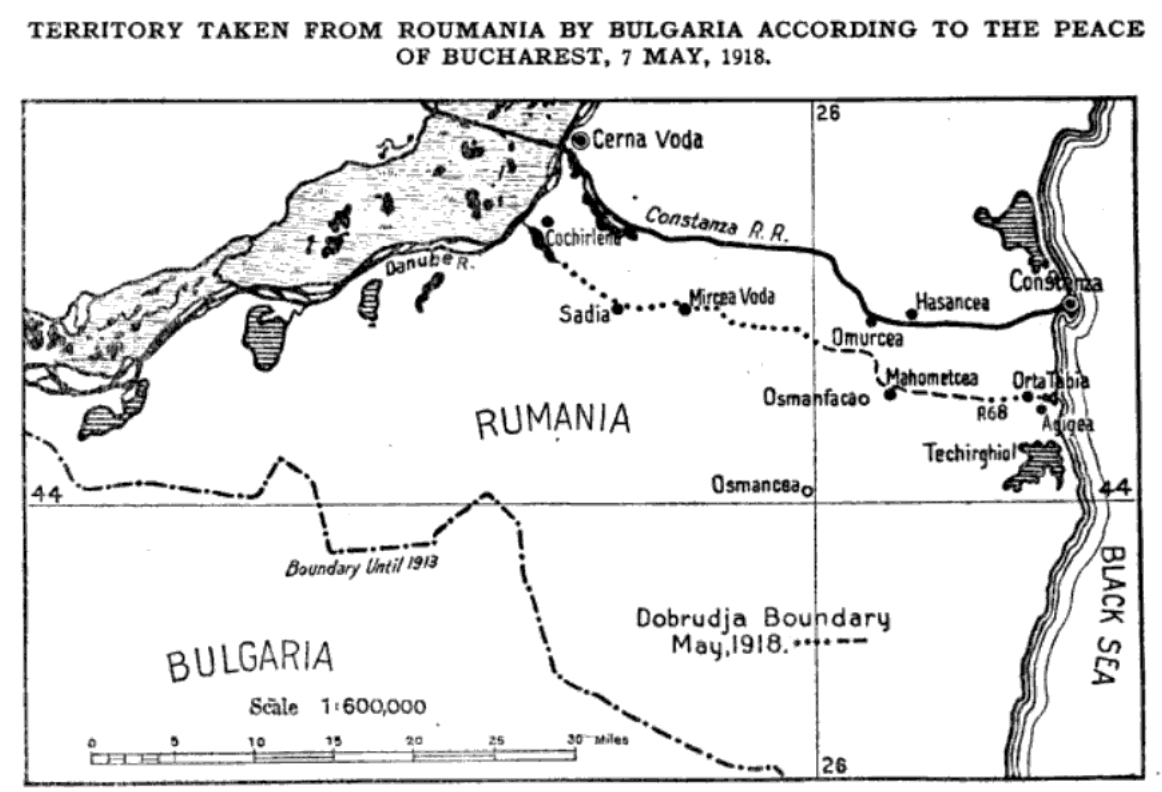
条約によるドブルジャのブルガリア・ルーマニア国境（出典：米国国務省、1918年）
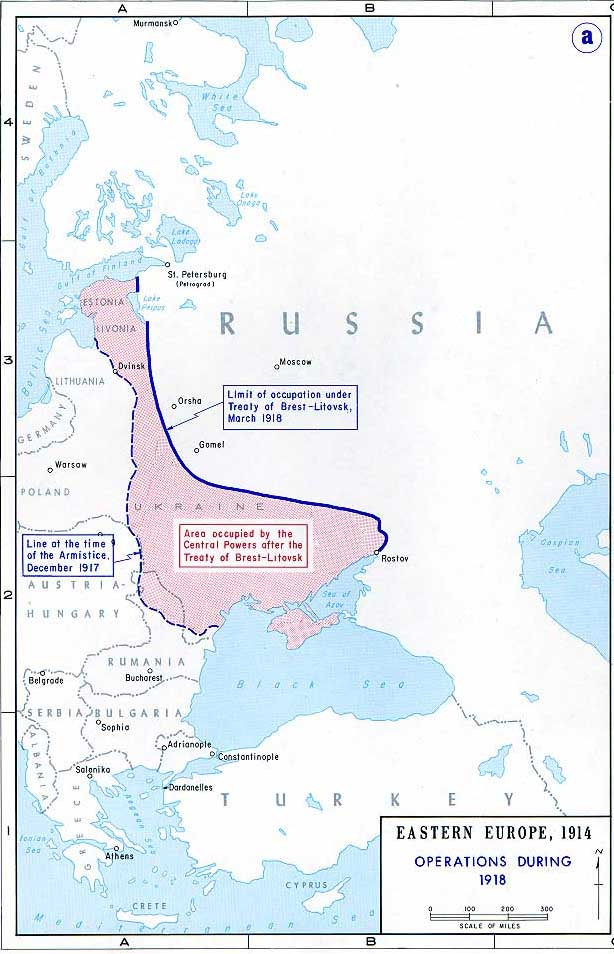
1918年3月の東部戦線の状況（ファウストシュラーク作戦完了後）

## 画像一覧

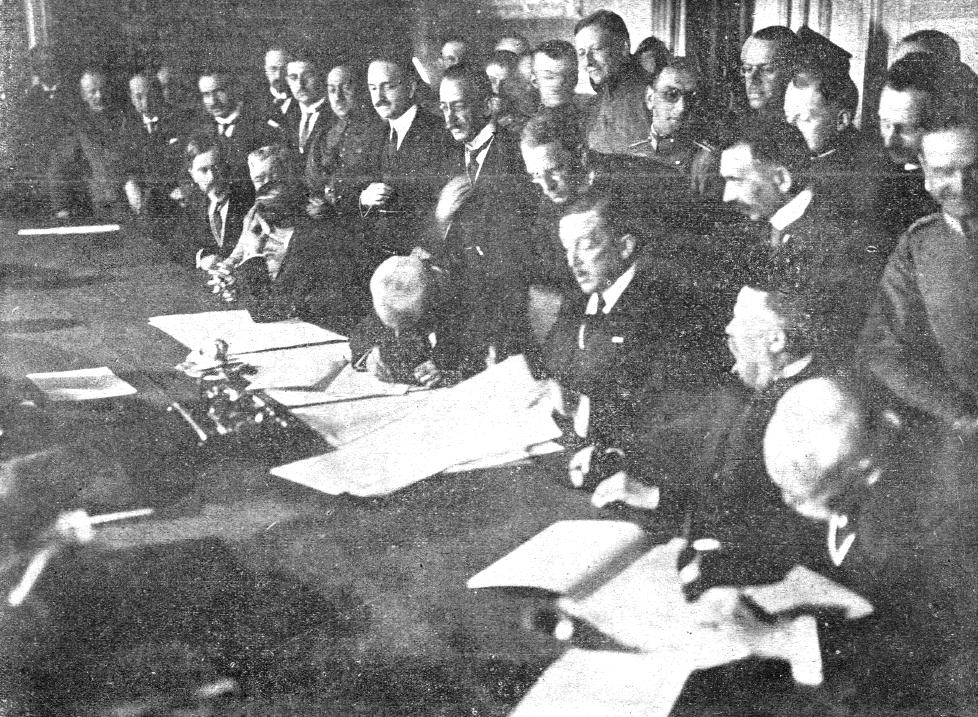
条約に調印するオーストリア・ハンガリー外相シュテファン・ブリアン・フォン・ライェツ
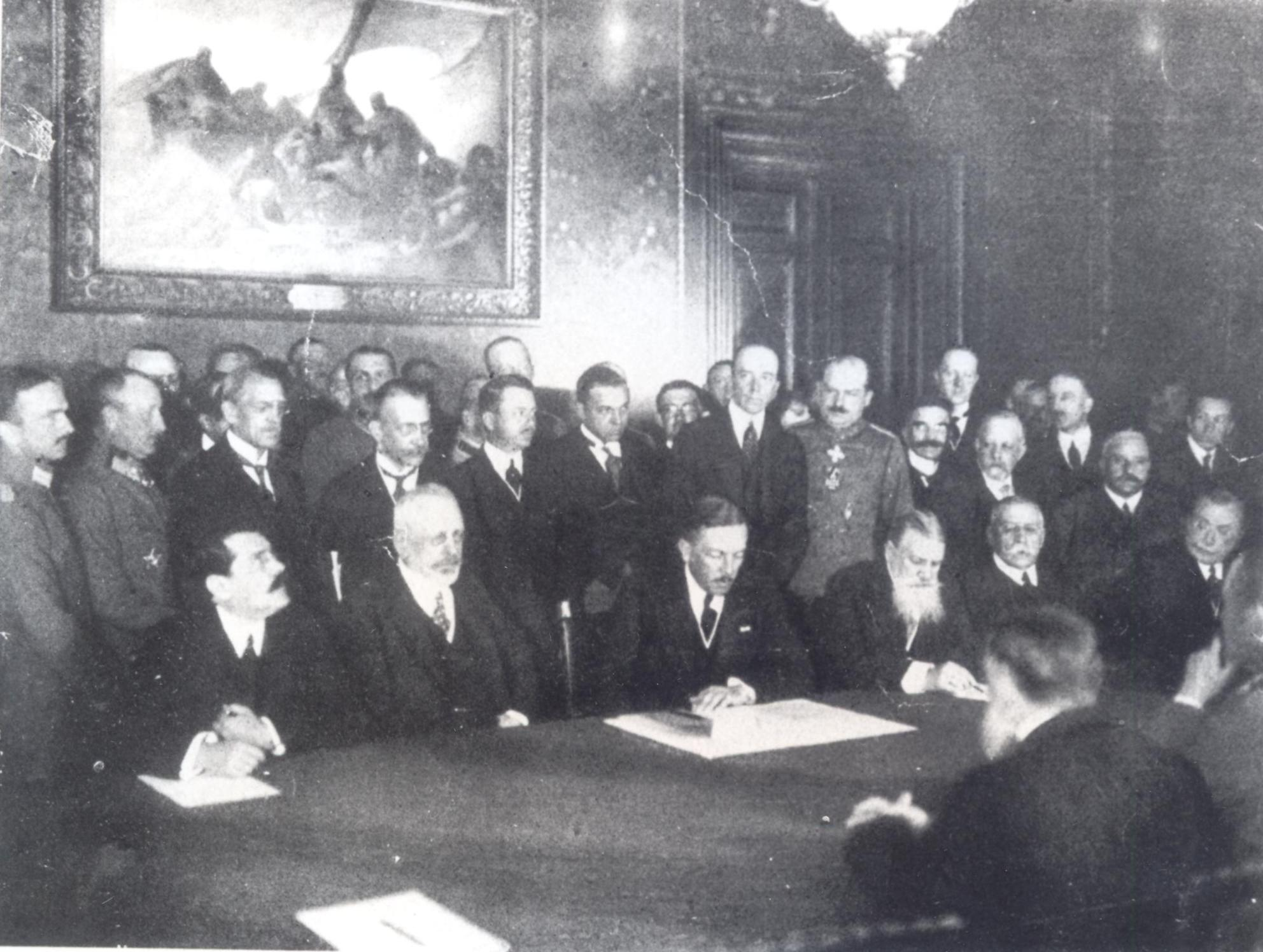
条約調印時の写真（ブルガリア国立公文書館）。ブルガリア首相ヴァシル・ラドスラヴォフが左から4番目で座っている。
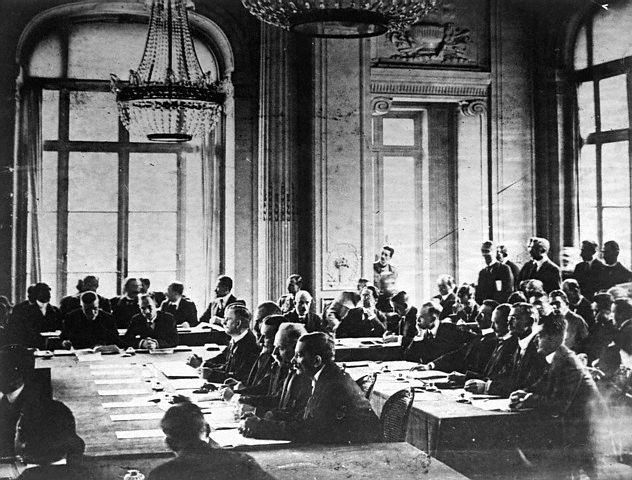
条約調印式に臨む代表者たち
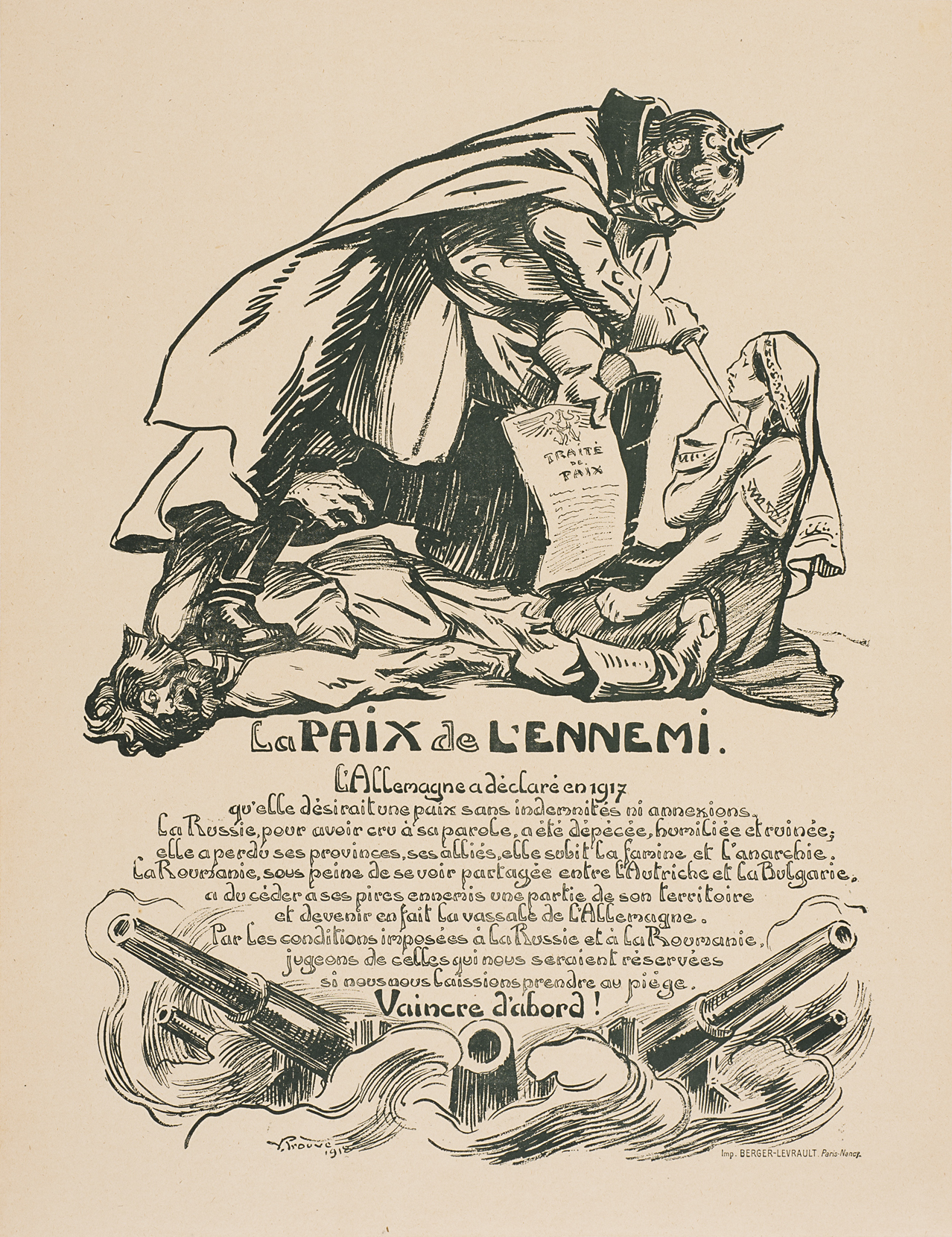
ルーマニアとドイツの講和に関するフランスの風刺画： カイザー・ヴィルヘルム2世が女性（ルーマニア）に短剣を向けながら、条約条件を示し、男性（ロシア）の喉を踏んでいる。

## 参照
- ルーマニア戦線
- ブカレスト条約 (1812年)
- ブカレスト条約 (1913年)
- ブカレスト条約 (1916年)（英語版）